# Sciaroidea
Sciaroidea è una superfamiglia di insetti dell'ordine dei Ditteri (Nematocera: Bibionomorpha). Il raggruppamento comprende, secondo la famiglia, insetti il cui stadio larvale è generalmente micetofago oppure fitofago e galligeno. Per importanza e numero di specie, è la superfamiglia più importante nell'ambito dei Bibionomorpha e una delle più importanti nell'ambito dei Nematocera, in contrapposizione ai Nematoceri di interesse medico e sanitario.

## Descrizione
Gli Sciaroidei sono insetti di piccole dimensioni, dal corpo esile, simile a quello delle zanzare, con capo piccolo, torace corto e convesso, addome sottile, ali ampie e con venatura semplificata, zampe lunghe e sottili. Le femmine possono essere attere.

## Biologia
Quasi tutte le famiglie degli Sciaroidea è composta da specie associate ai funghi. Si tratta, infatti, dei comuni "moscerini dei funghi" (in inglese, fungus gnats), insetti micetofagi le cui larve vivono in massa scavando mine all'interno dei corpi fruttiferi dei funghi spontanei o coltivati. Nella superfamiglia è in genere inserita anche una delle famiglie più numerose fra i Nematoceri, quella dei Cecidomyiidae, le cui specie sono invece associate alle piante. I Cecidomidi, comunemente chiamati "cecidomie" (in inglese, gall midges), sono in larga prevalenza fitofagi le cui larve sono responsabili della formazione di galle o altre deformazioni ad organi dell'apparato aereo (foglie, germoglie, gemme, fiori, frutticini); non mancano tuttavia, anche fra le cecidomie, specie con regime dietetico micetofago, talvolta mascherato da un'apparente fitofagia. Poche sono, nel complesso, le specie a regime dietetico zoofago.
A prescindere dalla specificità dei cecidomidi fitofagi, la micofagia degli Sciaroidei è in realtà la manifestazione più apparente di un comportamento trofico eterogeneo che si basa su un regime misto. Fondamentalmente, gli Sciaroidei sono saprofagi e micetofagi facoltativi in quanto associati a substrati organici in decomposizione, mentre la micofagia delle specie micetofaghe obbligate sarebbe una specializzazione adattativa.
Talvolta, il regime alimentare è derivato da una complessa interazione che coinvolge un organismo vegetale ospite, un fungo parassita o saprofita e il dittero. Un esempio emblematico è quello della Lasioptera berlesiana. Le larve di questo dittero si comportano generalmente come predatrici oofaghe a spese di artropodi associati al lentisco, ma quelle delle generazioni estive sono zoomicetofaghe: le femmine, infatti, depongono l'uovo nelle olive, all'interno della cavità di ovideposizione provocata dalla puntura della mosca olearia; la larva si nutre inizialmente a spese dell'uovo della mosca, poi a spese del fungo simbionte Camarosporium dalmaticum, agente del Marciume delle olive, il cui micelio si sviluppa sulle pareti della cavità. Il rapporto trofico che lega il cecidomide all'olivo è dunque solo apparente.
Gli adulti sono glicifagi e mediocri volatori. Pur essendo alquanto comuni, sono poco appariscenti a causa delle dimensioni, dell'habitat e dell'etologia, in quanto spesso associati a luoghi ombrosi e umidi.
Ad eccezione dei cecidomidi fitofagi associati a piante agrarie e degli sciaroidei associati ai funghi coltivati, la maggior parte delle specie della famiglia ha un habitat forestale ed è di scarsa importanza economica. Diversi Sciaroidei sono impollinatori.

## Sistematica
La sistematica degli Sciaroidei è un problema ancora irrisolto nell'ambito della complessa trattazione tassonomica dei Ditteri. Le pubblicazioni relative all'ultimo trentennio riportano infatti interpretazioni discordanti, soprattutto in merito alla posizione tassonomica dei Cecidomyiidae. Sussistono analogie morfologiche e in qualche caso etologiche, e le ricerche basate sulla filogenesi fanno pensare che il raggruppamento degli Sciaroidei sensu lato sia monofiletico. Esiste tuttavia la tendenza di molti entomologi a separare i Cecidomidi dagli altri Sciaroidei in funzione, probabilmente, dell'ambito d'interesse, specifico nei confronti degli Sciaroidei fitofagi-galligeni da un lato e sapromicetofagi dall'altro.
La classificazione più accreditata resta quella scaturita dalle revisioni di WOOD & BORKENT (1989), OOSTERBROEK & COURTNEY (1995) e AMORIM & RINDAL (2007). Questo schema di classificazione include negli Sciaroidea alcune famiglie che avevano, o hanno, differenti collocazioni in altre classificazioni (es. Bolitophilidae, Cecidomyiidae), scorpora dai Mycetophilidae diversi gruppi elevandoli al rango di famiglia e, infine, ingloba in un'unica famiglia altri gruppi che, secondo l'Autore, sono stati trattati al rango di famiglia.
- Superfamiglia: Sciaroidea. 
  - Bolitophilidae
  - Cecidomyiidae
  - Diadocidiidae
  - Ditomyiidae
  - Keroplatidae
  - Lygistorrhinidae
  - Mycetophilidae
  - Rangomaramidae
  - Sciaridae